# Elezioni parlamentari in Messico del 2021
Le elezioni parlamentari in Messico del 2021 si sono tenute il 6 giugno per il rinnovo della Camera dei deputati.

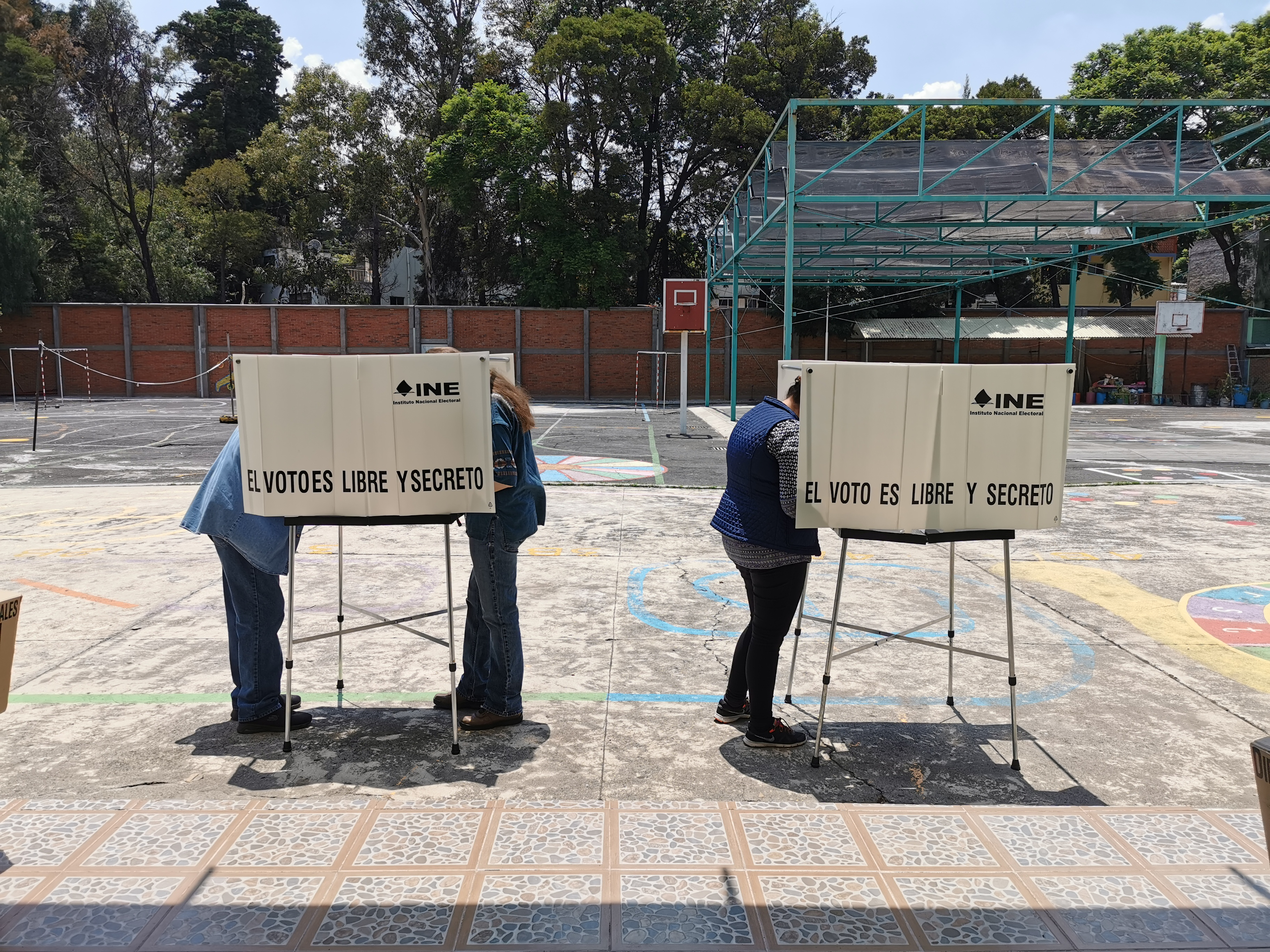
Persone che votano alle urne, Città del Messico, 6 giugno 2021.

## Sistema elettorale
I 500 deputati vengono eletti con un sistema elettorale misto, proporzionale e maggioritario, nel seguente modo:
- 300 eletti in altrettanti collegi uniminali col sistema maggioritario a turno unico.
- 200 eletti col sistema proporzionale in 5 circoscrizioni plurinominali regionali con il metodo del quoziente semplice e dei più alti resti.

## Partiti e coalizioni
| Coalizioni                                           | Partiti | Partiti | Partiti                               | Ideologia                                                                        | Collocazione      |
| ---------------------------------------------------- | ------- | ------- | ------------------------------------- | -------------------------------------------------------------------------------- | ----------------- |
| Insieme Facciamo la Storia (Juntos Hacemos Historia) |         |         | Movimento Rigenerazione Nazionale     | - Socialismo democratico - Progressismo - Nazionalismo di sinistra               | Sinistra          |
| Insieme Facciamo la Storia (Juntos Hacemos Historia) |         |         | Partito del Lavoro                    | - Socialismo del XXI secolo - Nazionalismo di sinistra - Laburismo               | Sinistra radicale |
| Insieme Facciamo la Storia (Juntos Hacemos Historia) |         |         | Partito Verde Ecologista del Messico  | - Ambientalismo - Conservatorismo - Neoliberismo                                 | Centro-destra     |
|                                                      |         |         |                                       |                                                                                  |                   |
| È per il Messico (Va por México)                     |         |         | Partito Rivoluzionario Istituzionale  | - Liberalismo - Corporativismo - Neoliberismo                                    | Centro            |
| È per il Messico (Va por México)                     |         |         | Partito Azione Nazionale              | - Liberalismo conservatore - Cristianesimo democratico - Conservatorismo sociale | Centro-destra     |
| È per il Messico (Va por México)                     |         |         | Partito della Rivoluzione Democratica | - Socialdemocrazia                                                               | Centro-sinistra   |
|                                                      |         |         |                                       |                                                                                  |                   |
|                                                      |         |         | Movimento Cittadino                   | - Socialdemocrazia - Progressismo - Democrazia diretta                           | Centro-sinistra   |
|                                                      |         |         |                                       |                                                                                  |                   |
|                                                      |         |         | Partito Incontro Solidale             | - Conservatorismo - Conservatorismo sociale                                      | Destra            |
|                                                      |         |         |                                       |                                                                                  |                   |
|                                                      |         |         | Forza per il Messico                  | - Progressismo                                                                   | Centro-sinistra   |
|                                                      |         |         |                                       |                                                                                  |                   |
|                                                      |         |         | Reti Sociali Progressiste             | - Progressismo                                                                   | Centro-sinistra   |

## Risultati

Composizione della Camera dei deputati dopo le elezioni

| Liste                                 | Maggioritario | Maggioritario | Maggioritario | Proporzionale | Proporzionale | Proporzionale | Totale seggi |  |
| Liste                                 | Voti          | %             | Seggi         | Voti          | %             | Seggi         | Totale seggi |  |
| ------------------------------------- | ------------- | ------------- | ------------- | ------------- | ------------- | ------------- | ------------ |  |
| MORENA - PVEM - PT                    | 12 802 391    | 27,12         | 121           | 0             | 0,00          | -             | 121          |  |
| Movimento Rigenerazione Nazionale     | 6 571 127     | 13,92         | 64            | 16 759 917    | 35,30         | 76            | 140          |  |
| Partito Verde Ecologista del Messico  | 992 320       | 2,10          | 1             | 2 670 997     | 5,63          | 12            | 13           |  |
| Partito del Lavoro                    | 538 832       | 1,14          | 0             | 1 594 828     | 3,36          | 7             | 7            |  |
| PAN - PRI - PRD                       | 12 575 879    | 26,64         | 63            | 0             | 0,00          | -             | 63           |  |
| Partito Azione Nazionale              | 3 828 228     | 8,11          | 33            | 8 969 288     | 18,89         | 41            | 74           |  |
| Partito Rivoluzionario Istituzionale  | 2 715 123     | 5,75          | 11            | 8 715 899     | 18,36         | 40            | 51           |  |
| Partito della Rivoluzione Democratica | 248 505       | 0,53          | 0             | 1 792 700     | 3,78          | 8             | 8            |  |
| Movimento Cittadino                   | 3 430 507     | 7,27          | 7             | 3 449 982     | 7,27          | 16            | 23           |  |
| Partito Incontro Solidale             | 1 345 858     | 2,85          | -             | 1 352 544     | 2,85          | -             | -            |  |
| Forza per il Messico                  | 1 211 824     | 2,57          | -             | 1 217 084     | 2,56          | -             | -            |  |
| Reti Sociali Progressiste             | 865 215       | 1,83          | -             | 868 515       | 1,83          | -             | -            |  |
| Indipendenti                          | 43 311        | 0,09          | -             | 0             | 0,00          | -             | -            |  |
| Totale                                | 47 211 717    | 100           | 300           | 47 477 998    | 100           | 200           | 500          |  |
|                                       |               |               |               |               |               |               |              |  |
| Votanti                               | 48 874 040    | 52,37         |               | 49 151 320    | 52,66         |               |              |  |
| Elettori                              | 93 328 771    |               |               | 93 328 771    |               |               |              |  |